# Gypsy Rose Lee
Rose Louise Hovick (ur. 9 lutego 1911 w Seattle, zm. 26 kwietnia 1970 w Los Angeles) – amerykańska aktorka, przedstawicielka burleski. Siostra aktorki June Havoc, na podstawie jej życiorysu powstał musical Gypsy i jego ekranizacja - Cyganka.